# Municipio de St. Johns (Misuri)
El municipio de St. Johns (en inglés: St. Johns Township) es un municipio ubicado en el condado de Franklin en el estado estadounidense de Misuri. En el año 2010 tenía una población de 5078 habitantes y una densidad poblacional de 38,41 personas por km².

## Geografía
El municipio de St. Johns se encuentra ubicado en las coordenadas 38°32′7″N 91°2′56″O / 38.53528, -91.04889. Según la Oficina del Censo de los Estados Unidos, el municipio tiene una superficie total de 132.2 km², de la cual 128,68 km² corresponden a tierra firme y (2,67 %) 3,53 km² es agua.

## Demografía
Según el censo de 2010, había 5078 personas residiendo en el municipio de St. Johns. La densidad de población era de 38,41 hab./km². De los 5078 habitantes, el municipio de St. Johns estaba compuesto por el 98,03 % blancos, el 0,37 % eran afroamericanos, el 0,14 % eran amerindios, el 0,77 % eran asiáticos, el 0,1 % eran de otras razas y el 0,59 % eran de una mezcla de razas. Del total de la población el 0,51 % eran hispanos o latinos de cualquier raza.